# Nephropsis suhmi
Nephropsis suhmi är en kräftdjursart som beskrevs av Charles Spence Bate 1888. Nephropsis suhmi ingår i släktet Nephropsis och familjen humrar. IUCN kategoriserar arten globalt som livskraftig. Inga underarter finns listade i Catalogue of Life.